# مقاطعة كلينتون (كنتاكي)
مقاطعة كلينتون (بالإنجليزية: Clinton County)‏ هي إحدى المقاطعات في ولاية كنتاكي في الولايات المتحدة الأمريكية.

## أعلام
- شامب فيرغسون
- برستون ليزلي